# C.C.C.P. (deutsche Band)
C.C.C.P. ist eine deutsche Synthie-Pop-Band (Industrial / EBM) aus Frankfurt am Main. Ihr Name ist die kyrillische Schreibweise der Abkürzung UdSSR (Союз Советских Социалистических Республик). Der Name CCCP ist kein politisches Statement und stand damals eher für die Hoffnung der Hinwendung eines totalitären Staates zu westlichen Werten.

## Biografie
Die Debütsingles American-Soviets I und American-Soviets II erschienen 1986. Beide Stücke waren, ebenso wie die später in den 1980er-Jahren veröffentlichten Singles Made in Russia und Orient Express, äußerst erfolgreich in Alternative- und Dance-Clubs in Europa und den Vereinigten Staaten. American-Soviets erreichte Platz 39 in den deutschen Singlecharts und ähnliche Platzierungen in den US-amerikanischen Hot Dance Music Charts.
1990 erschien das Album The World. Die LP Liaisons II von Beatamax/CCCP aus dem Jahr 1986 gilt als Debütalbum.
Die Mitglieder der Band Beatamax, Mario Habelt, Stephen Westphal † (der den Song unter dem Pseudonym "Stanislav Weslov" komponierte) und Frank Schendler (ex Orson), spielten American Soviets ein und präsentierten den Song unter dem Bandnamen C. C. C. P. u. a. im Oktober 1986 in Formel Eins. Frank Schendler sang später noch auf United States of Europe, Freedom & Liberty und auf dem Album The Hallucinogenic Toreador, als Gastsänger. 1999 und 2000 folgten Produktionen in den Woodland Studios (Tiger B. # Strassenjungs), als Sonderedition, mit Ralf Thummerer (Pentagon, MidiLab). Seit 2010 besteht die Gruppe C.C.C.P. nur noch aus dem ursprünglichen Bandmitglied und Gründer der Band, Rasputin Stoy, und Frank Schendler (ex-Beat-A-Max). 2022 waren C.C.C.P. das dritte Mal in den U.S.A. auf Tour, diesmal mit Front 242 und Psyche.

## Diskografie

### Alben
- 1986: Liaisons II-Beatamax/CCCP
- 1990: The World
- 1992: Best of C.C.C.P.: 1985-1992 (Kompilation)
- 1992: The Hallucinogenic Toreador
- 1996: The Cosmos
- 2004: Journey Through the Past
- 2008: Quantic Shamanism Through Digital Western
- 2013: C.C.C.P. Live @ Numbers Night Club 2013 Houston TX (Live-Album)
- 2013: „Official“ The World (Remixes 2014)
- 2018: Decadance Club (Blue!)

### Singles
- 1986: American-Soviets I
- 1986: American-Soviets II
- 1987: Sound Innovator
- 1987: Made in Russia
- 1988: Orient Express
- 1989: United States of Europe
- 2000: 3rd Millennium 12"  AllStarsEdit ~ F.Schendler, Rasputin Stoy, Ralf Thummerer ´Pentagon´
- 2018: Twelve (Tiborsky Mix)
- 2022: Please give me the power
- 2022: Americansoviets

## Belege
1. ↑  Charts DE
2. ↑  C.C.C.P. | Biography & History. Abgerufen am 3. Januar 2021 (englisch).